# Kingdom Hearts 358/2 Days
Kingdom Hearts 358/2 Days (キングダム ハーツ 358/2 Days, Kingudamu Hātsu Surī Faibu Eito Deizu Ōbā Tsū) é um jogo eletrônico RPG de ação desenvolvido pela Square Enix e h.a.n.d. e publicado pela Square Enix. É o quinto título da série Kingdom Hearts e foi lançado exclusivamente para o Nintendo DS em maio de 2009 no Japão, setembro na América do Norte e outubro na Europa. A história segue Roxas em sua vida diária na Organization XIII e seu relacionamento com seu companheiro Axel.
Nos créditos do jogo, há uma dedicatória a Wayne Allwine, dublador da voz inglesa de Mickey Mouse. Allwine faleceu em 18 de maio de 2009, 12 dias antes do lançamento do jogo no Japão.

## Jogabilidade

Roxas e Axel lutando em uma missão

358/2 Days apresenta uma jogabilidade típica dos jogos anteriores, no estilo RPG de ação. Para isso, o jogo faz uso mínimo da funcionalidade da tela de toque, sendo possível jogar e concluir o jogo sem usá-lo.
Estão inclusos os modos single-player e multi-player.
O modo single-player é baseado na história principal e progride em dias. Neste modo, o jogador controla Roxas, o protagonista, acompanhado de outros membros da Organization XIII. O jogo também é baseado em missões Os dois modos estão ligados, de modo que o crescimento do personagem é compartilhado entre eles.
Sobre o modo multiplayer, este ocorre separadamente da história principal e inclui também um modo competitivo de jogo, em que os jogadores batalham entre si. No multiplayer até quatro pessoas poderão jogar simultaneamente, cada uma controlando um dos membros da Organization XIII, que possuem diferentes armas e habilidades individuais

## Desenvolvimento
358/2 Days foi desenvolvido pela h.a.n.d., com a supervisão da Square Enix. Foi dirigido por Tetsuya Nomura e co-dirigido por Tomohiro Hasegawa. Em 2007 Nomura falou que iria fazer novos jogos para a série Kingdom Hearts e, mais tarde, no Tokyo Game Show, anunciou os três novos jogos para plataformas móveis: 358/2 Days, Birth by Sleep e Coded. Alguns trailers de 358/2 Days foram exibidos em ocasiões especiais e uma versão demo do jogo esteve disponível na Jump Festa 2008 e também na festa DKΣ3713 Private de agosto de 2008. Esta versão apresentava tanto o modo single-player quanto o multiplayer.
O Nintendo DS foi escolhido como o sistema antes do início do trabalho de design do jogo. Roxas foi escolhido como protagonista do jogo, pois os funcionários acreditavam que ter um protagonista além de Sora ajudaria a introduzir os jogadores no primeiro título do Nintendo DS da série. A equipe achou que o papel de Roxas como membro da Organization XIII seria um tema adequado para o enredo. Essa ideia foi ampliada durante o desenvolvimento de Kingdom Hearts II, onde a equipe queria se concentrar no que influenciou Roxas a deixar a Organização, o que resultou na criação do personagem de Xion, que estava conectado com as origens de Roxas. A equipe de desenvolvimento queria ter uma jogabilidade semelhante aos títulos anteriores de Kingdom Hearts, mas afirmou que o número de botões no Nintendo DS era um problema. Algumas das funções do DS, como a caneta, não são usadas para manter a jogabilidade semelhante dos títulos anteriores. Roxas vendo as memórias de Sora é incorporada ao longo do jogo e tem diferentes tipos de jogabilidade para cada mundo. O logotipo do jogo usa cores quentes como referência ao pôr do sol em Twilight Town. O significado do título "358/2 Days" foi deixado sem explicação por Nomura durante a promoção do jogo.

## Personagens
Como de costume em jogos da série, Kingdom Hearts, irá apresentar várias personagens da Disney. As personagens já confirmadas incluem King Mickey, Riku, Roxas e outros membros da Organization XIII, incluindo um novo membro introduzido. Esse novo membro, Xion, é do sexo feminino e terá um papel muito importante na história do jogo.

## Mundos
Os mundos de 358/2 Days são os mesmos mundos que contém em Kingdom Hearts I e II, e muitos outros foram retirados, como 100 Acre Wood que seria o mundo do Ursinho Pooh e muitos mundos originais também foram retirados, sobrando apenas Twilight Town e o Castelo da Organization XIII.

### Mundos Disney
- Agrabah, de Aladdin;
- Olympus Coliseum de Hércules;
- Wonderland de Alice no País das Maravilhas;
- Halloween Town de O Estranho Mundo de Jack;
- Neverland de Peter Pan.
- Beast's Castle de A Bela e a Fera.

### Mundos Originais
- Twilight Town;
- The World That Never Was;